# Iszkender Cselebi
İskender Cselebi (török kiejtése: [iskɛndɛɾ tʃɛlɛbi] ;? - 1535 március) egy régóta szolgáló defterdár (főkincstárnok) volt az Oszmán Birodalomban I. Szulejmán uralkodása alatt . Talán a leginkább figyelemre méltó esemény, ami miatt neve fennmaradt az utókor számára, az a Szafavida Birodalom ellen vezetett háború 1532 és 1535 között . Szulejmán 1532 októberében elrendelte, hogy kísérje a nagyvezír Pargali Ibrahim pasát, aki a hadsereg szeraszkere (főparancsnoka) is volt egyben, és aki a Szafavid határon átkelve a Perzsa Birodalom ellen vonult Isztambulból .

## Élete
Fiatal éveiről nem sokat tudunk, Hain Ahmed pasa támogatásával lett defterdár, majd Szulejmán uralkodása alatt jelentős vagyonra tett szert. 
1533. október 21-én Pargali Ibrahim nagyvezír vezetésével az oszmánok I. Tahmászp perzsa sah ellen vezettek hadjáratot (a hadjáratot kiváltó okok: Bagdadot elfoglalják az oszmánokhoz pártolt helytartótól; a kurdok egyik vezetője, Seref hán az oszmánoktól a perzsákhoz áll; a sah tárgyal és szövetkezik a spanyolokkal és a portugálokkal). Szulejmán szultán parancsára Iskender Çelebi is a pasával tartott, aki akkor már főkincstárnok volt (defterdár, akik az adók beszedéséért és egyes tartományok pénzügyi helyzetéért voltak felelősök).
1533 decemberében Ibrahim nagyvezír bevonult Aleppóba, ahol Iskender Çelebi felülbírálja a pasa parancsát, és elrendeli, hogy a hadsereg addig ne induljon tovább, amíg az uralkodó meg nem érkezik. 1534. szeptember 27-én Szulejmán megérkezett Tebrizbe, és „megdöbbenve” tapasztalta, hogy  serege éppen az ellenséges terület közepén állomásozik. Ez, illetve a pasa parancsának korábbi megtagadása elegendő volt a kegyvesztéshez. Szulejmán parancsára (és Ibrahim nagyvezír intrikái következtében) 1535 márciusában Bagdadban kivégezték, felakasztották. Érdekesség, hogy Ibrahim pasa egy év múlva, 1536. március 15-én hasonló sorsra jutott.

## Magánvagyona, kapcsolata a költészettel
İskender Cselebi tulajdonában mintegy 6-7000 rabszolga volt. Még a riválisának, Ibrahim pasának sem volt ennyi, igaz, annak befolyása rangja révén nagyobb volt az államügyekbe. A művészetek és a költészet mecénása volt, számos pályakezdő poéta kezdeti lépéseit támogatta.

## Fordítás
Ez a szócikk részben vagy egészben  a   Defterdar İskender Çelebi című İskender Çelebi Wikipédia-szócikk ezen változatának fordításán alapul.  Az eredeti cikk szerkesztőit annak laptörténete sorolja fel. Ez a jelzés csupán a megfogalmazás eredetét és a szerzői jogokat jelzi, nem szolgál a cikkben szereplő információk forrásmegjelöléseként.

## A popkultúrában
A Szulejmán (Muhteşem Yüzyıl) tévésorozatban Hasan Küçükçetin török színész alakította szerepét.